# Mellrichstadt
Mellrichstadt é um município da Alemanha, situado no distrito de Rhön-Grabfeld, no estado da Baviera. Tem 55,78 km² de área, e sua população em 2019 foi estimada em 5.551 habitantes.